# Ubby 2

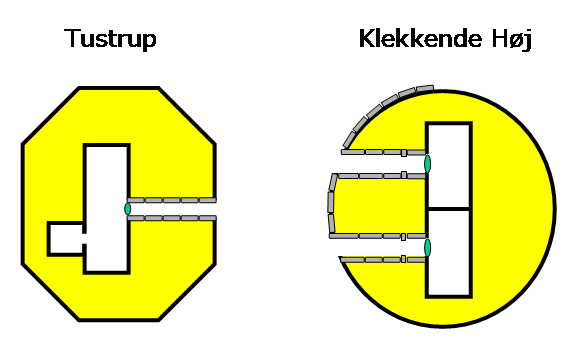
Schema Doppelanlage rechts

Lage

Ubby 2 ist ein Ganggrab (dänisch Jættestue) der Trichterbecherkultur (TBK – 3500–2800 v. Chr.) am Dyssevej, nahe Ugerløse, westlich von Ubby, auf der dänischen Insel Seeland.
Das Ganggrab ist eine zusammengebaute Doppelanlage (dänisch: Dobbelt- oder Tvillingejættestue). Einige dänische und wenige schwedische Ganggräber wurden als Doppelanlagen errichtet, indem man die beiden Kammern an den Schmalseiten zusammenbaute. Doppelganggräber findet man auf Seeland in 57 Beispielen. Ihr Anteil an der Gesamtzahl bestimmbarer Anlagen liegt bei etwa 10 %.
Ubby 2 hat zwei angrenzende Kammern. Die Südkammer hat einen Gang in Richtung Südosten, die Nordkammer in Richtung Nordosten. Beide Kammern sind zusammengebrochen und die Decksteine liegen in den Kammern. Die Kammern liegen in Gestrüpp und hoher Brennnesseln. Die Vegetation macht einen Überblick schwierig.
In der Südkammer wurden sechs Tragsteine und drei verstürzte Decksteine gezählt. Im Gang wurden acht Tragsteine aber keine erhaltenen Decksteine gefunden.
In der Nordkammer wurden neun Tragsteine und zwei verstürzte Decksteine gezählt. Im Gang wurden drei Tragsteine aber keine erhaltenen Decksteine gefunden.
In der Nähe liegen die Ganggräber Ubby 1 (65 m entfernt), Ubby Grønnehøj und Ubby Ræverøgel.